# 君とボクの虹色の世界
『君とボクの虹色の世界』（きみとぼくのにじいろのせかい、Me and You and Everyone We Know）は、2005年に製作されたアメリカ合衆国の映画作品。サンダンス・NHK国際映像作家賞、カンヌ国際映画祭でカメラ・ドールを受賞した。
日本では、2005年のSKIPシティ国際Dシネマ映画祭にて上映され最優秀作品賞を受賞し、2006年4月1日に劇場公開された。

## キャスト
| 役名           | 俳優                         | 日本語吹替 |
| -------------- | ---------------------------- | ---------- |
| クリスティーン | ミランダ・ジュライ           | 小林さやか |
| リチャード     | ジョン・ホークス             | 咲野俊介   |
| ピーター       | マイルス・トンプソン         | 浦田優     |
| ロビー         | ブランドン・ラトクリフ       | 矢島晶子   |
| マイケル       | ヘクター・エリアス           | 藤本譲     |
| アンドリュー   | ブラッド・ウィリアム・ヘンケ | 遠藤純一   |

## スタッフ
- 監督・脚本：ミランダ・ジュライ
- 撮影：チューイ・チャベス
- 音楽：マイク・アンドリュース

## 音楽
マイケル・アンドリュースによるサウンドトラック CD が2005年7月12日に発売された。サウンドトラックの曲目は次の通りである。
| #   | タイトル                       | 作詞 | 作曲・編曲 | Artist                   | 時間 |
| --- | ------------------------------ | ---- | ---------- | ------------------------ | ---- |
| 1.  | 「When I Call A Name」         |      |            | マイケル・アンドリュース | 3:51 |
| 2.  | 「Goldfish」                   |      |            | マイケル・アンドリュース | 1:55 |
| 3.  | 「What's that Sound?」         |      |            | マイケル・アンドリュース | 1:58 |
| 4.  | 「Socks on Ears」              |      |            | マイケル・アンドリュース | 3:01 |
| 5.  | 「Signs」                      |      |            | マイケル・アンドリュース | 2:40 |
| 6.  | 「5 On A Joyride」             |      |            | コーディ・チェズナット   | 3:33 |
| 7.  | 「I'm Not Following You」      |      |            | マイケル・アンドリュース | 3:10 |
| 8.  | 「Library Chat」               |      |            | マイケル・アンドリュース | 2:50 |
| 9.  | 「Me and You Shoes」           |      |            | マイケル・アンドリュース | 1:17 |
| 10. | 「Mirror」                     |      |            | マイケル・アンドリュース | 3:39 |
| 11. | 「Peter And Sylvie」           |      |            | マイケル・アンドリュース | 3:21 |
| 12. | 「F***」                       |      |            | マイケル・アンドリュース | 2:01 |
| 13. | 「Any Way That You Want Me」   |      |            | スピリチュアライズド     | 6:27 |
| 14. | 「Boy Moves The Sun」          |      |            | マイケル・アンドリュース | 3:38 |
| 15. | 「A Summer Long Since Passed」 |      |            | ヴァージニア・アストレイ | 4:36 |
| 16. | 「Heaven In Five」             |      |            | マイケル・アンドリュース | 2:44 |

監督のミランダ・ジュライはライナーノーツで彼のスコアについて次のように述べている。「小さかった頃、わたしにはこんなセオリーがあった。まず黄色以外のすべての色を使ってできるだけ上手に絵を描く。それで、もうこれ以上うまく描けないってなったら黄色を加える。黄色には瞬時に全てのものを生き生きとさせる魔法の特性があったわ。黄色は光そのものなの。だから、絵に命が宿る。マイケル・アンドリュースの音楽はこの映画にとってその黄色だったの」